# Madison (Virginie)
Pour les articles homonymes, voir Madison.
La ville de Madison est le siège du comté de Madison, dans le Commonwealth de Virginie, aux États-Unis. Sa population s’élevait à 229 habitants lors du recensement de 2010, estimée à 243 habitants en 2018.

## Démographie
| Groupe            | Madison | Virginie | États-Unis |
| ----------------- | ------- | -------- | ---------- |
| Blancs            | 73,4    | 68,6     | 72,4       |
| Afro-Américains   | 18,3    | 19,4     | 12,6       |
| Métis             | 6,6     | 2,9      | 2,9        |
| Amérindiens       | 1,8     | 0,4      | 0,9        |
| Autres            | 0       | 8,8      | 11,2       |
| Total             | 100     | 100      | 100        |
|                   |         |          |            |
| Latino-Américains | 0,9     | 7,9      | 16,7       |

Selon l'American Community Survey, pour la période 2011-2015, 96,15 % de la population âgée de plus de 5 ans déclare parler l'anglais à la maison et 3,85 % déclare parler l'espagnol.

## Personnalité liée à la ville
- Kim Cobb, climatologue, née à Madison en 1974.

## Source
- (en) Cet article est partiellement ou en totalité issu de l’article de Wikipédia en anglais intitulé « Madison, Virginia » (voir la liste des auteurs).

1. ↑  (en) « Population and Housing Unit Estimates », sur census.gov (consulté le 4 août 2019)
2. ↑  (en) « Census of Population and Housing », sur census.gov, Census.gov (consulté le 4 juin 2015)
3. ↑  (en) « Madison, VA Population - Census 2010 and 2000 », sur censusviewer.com.
4. ↑  (en) « Population of Virginia- Census 2010 and 2000 », sur censusviewer.com.
5. ↑  (en) « Language spoken at home by ability to speak English for the population 5 years and over », sur factfinder.census.gov (consulté le 7 janvier 2020).